# Mediatización y secularización

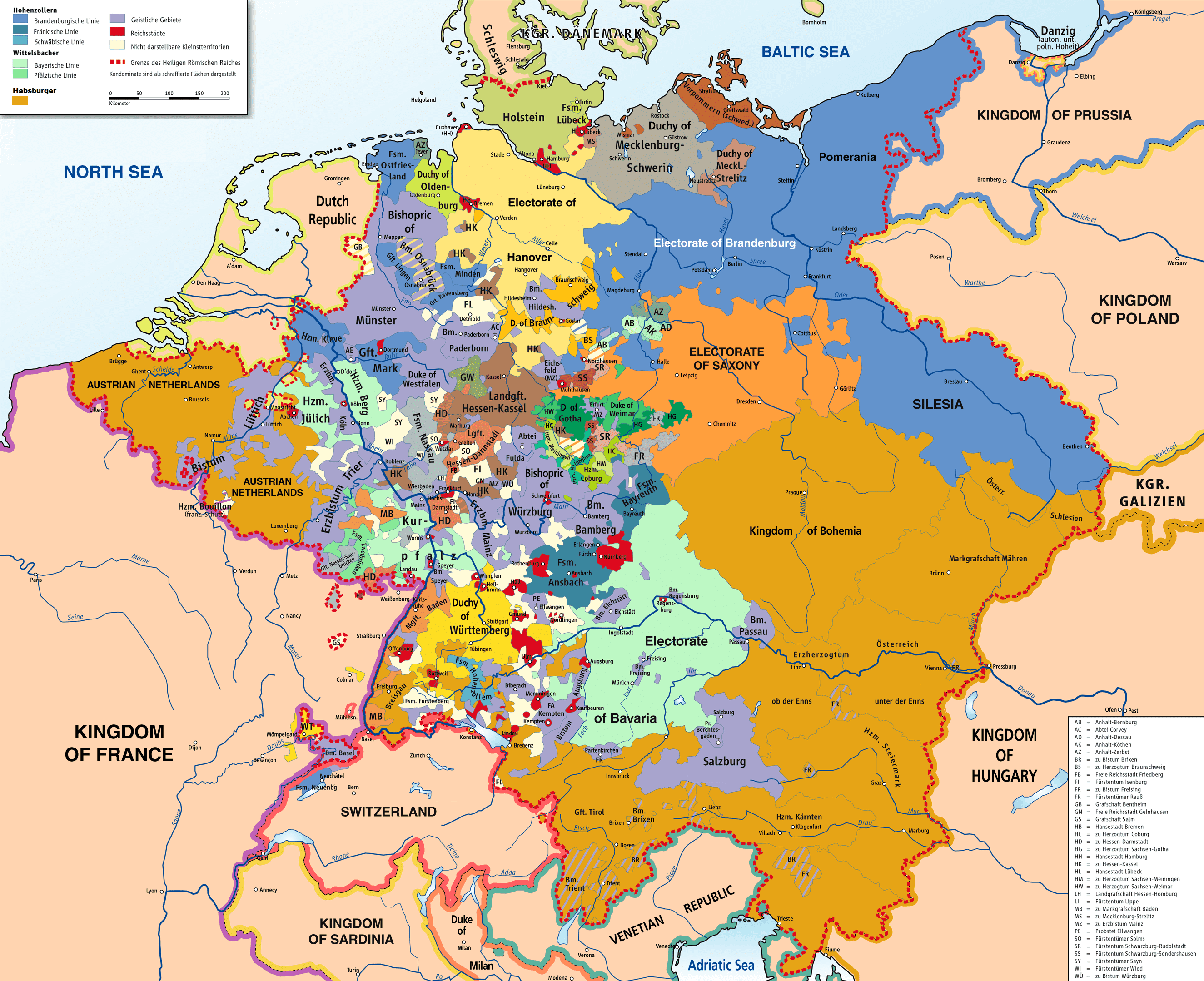
Mapa del Sacro Imperio Romano Germánico en 1789, que muestra una gran variedad de pequeños estados.

La mediatización de muchos estados soberanos alemanes del Sacro Imperio Romano Germánico, así como la secularización de territorios soberanos pertenecientes a obispados, abadías y otras órdenes religiosas, fue un proceso que aconteció en Alemania entre 1795 y 1814, un periodo marcado por el final de la Revolución francesa, el nacimiento y la desaparición del Primer Imperio francés y por la subsiguiente descomposición (causada por la victoria de este sobre Austria) del Sacro Imperio Romano Germánico, que tuvo como consecuencia la creación y desaparición de su sustituta, títere de Napoleón Bonaparte, la Confederación del Rin.
La mediatización se produce con la anexión de las tierras y la jurisdicción de un estado soberano por otro, a menudo manteniendo algunos derechos (generalmente, la conservación del título nobiliario) en los poderes mediatizados. Con la secularización se produce la redistribución a poderes seculares de los territorios gobernados secularmente por un mandatario eclesiástico, tal como un obispo, un abad (o abadesa) o un gran maestre.
Con el colapso del Imperio carolingio y el ascenso del feudalismo, gran parte del espacio europeo se había reducido a un conjunto de minúsculos estados independientes. En Alemania, los sucesivos reyes y los emperadores del Sacro Imperio invistieron de autoridad terrenal a muchos obispados, abadías, órdenes religiosas militares y conventos, y también concedieron derechos y libertades a muchas ciudades y villas (ciudades imperiales libres). Al contrario que en España, Inglaterra o Francia, los príncipes alemanes fueron incapaces de unir sus dominios en una monarquía centralizada y, por lo tanto, con el paso de los siglos Alemania vino a estar compuesta por no menos de 300 estados independientes.

## Reichsdeputationshauptschluss
La Reichsdeputationshauptschluss (formalmente die Hauptschluss der außerordentlichen Reichsdeputation o la "Conclusión Principal de la Delegación Imperial Extraordinaria") fue una resolución aprobada el 25 de febrero de 1803 por la Dieta Imperial o Reichstag del Sacro Imperio Romano Germánico. De hecho, llegó a ser la última ley significativa emitida por el Sacro Imperio antes de su disolución en 1806.
La resolución se basaba en un plan acordado en junio de 1802 por Francia y Rusia. Ampliando los principios delineados en el Tratado de Lunéville de 1801, la ley estableció una gran redistribución de la soberanía territorial dentro del Sacro Imperio para compensar a los numerosos señores que habían perdido sus posesiones al ser anexionados por Francia, como consecuencia de las Guerras revolucionarias francesas, los territorios del Sacro Imperio al oeste del Rin.
La Reichsdeputationshauptschluss fue ratificada unánimemente por la Dieta Imperial en marzo de 1803 y aprobada por el emperador Francisco II al mes siguiente. Sin embargo, el emperador, católico, hizo una reserva formal con respecto al reparto de los votos dentro de la Dieta Imperial, ya que el equilibrio entre Estados católicos y protestantes dentro del Sacro Imperio había sido desplazado fuertemente hacia los segundos, al secularizarse los principados eclesiásticos de la Dieta.
La redistribución de la soberanía territorial se logró combinando dos procesos: la secularización de los principados eclesiásticos y la mediatización de numerosos y diminutos principados seculares.

## Secularización
A partir del restablecimiento del Sacro Imperio Romano Germánico por los emperadores de la dinastía sajona y salia, en los siglos X y XI, el sistema feudal había convertido a Alemania y el norte de Italia en una vasta red de diminutos Estados, cada uno con sus propios privilegios específicos, títulos nobiliarios y autonomía. Los sucesivos emperadores y señores germanos concedieron a muchos titulares de obispados, abadías y conventos unos estados seculares (con sus títulos nobiliarios asociados —tales como príncipe, duque o conde—), no ligados a la herencia de la sangre, sino asociados a los correspondientes territorios, para ayudar en la administración de Alemania frente a la creciente descentralización y la autonomía local que siguió al ascenso del feudalismo.
El nombramiento personal de obispos y cargos eclesiásticos por los emperadores del Sacro Imperio y la oposición del Papado a tales prácticas produjeron la llamada Querella de las investiduras, a partir de la cual los emperadores fueron incapaces de usar a los obispos para este fin. Desde entonces, obispos, priores, abades y abadesas condujeron sus nuevos reinos más como señores temporales que como señores espirituales. La corrupción endémica y la decadencia de estos pastores espirituales llevaron a la Reforma protestante. La Contrarreforma restableció la relevancia de los príncipes-obispos (nombre por el que tales mandatarios habían llegado a ser conocidos), pero al final de la guerra de los Treinta Años y la Paz de Westfalia (1648), la nueva regla, según la cual se esperaba que los habitantes de un Estado siguieran la religión del mandatario, dejó a los príncipes-obispos otra vez obsoletos, y muchos de sus Estados se secularizaron (como ejemplo paradigmático, el obispado de Bremen, que se convirtió en ducado al triunfar en sus tierras el Luteranismo con la ocupación sueca).
En 1797, Napoleón Bonaparte derrotó a las fuerzas armadas del Sacro Imperio, y por el Tratado de Campo Formio anexó a Francia todas las tierras del Sacro Imperio Romano Germánico situadas al oeste del río Rin. El emperador del Sacro Imperio se vio en el deber de compensar a los señores que, por causa del tratado con la victoriosa Francia revolucionaria, se habían quedado sin Estados propios y habían perdido sus tierras, proporcionándoles nuevos estados. Los únicos territorios disponibles fueron aquellos poseídos por los príncipes-obispos y otras autoridades religiosas del Sacro Imperio, y por lo tanto sus Estados fueron secularizados y repartidos entre los señores de Alemania.
Los estados eclesiásticos fueron repartidos entre los principados seculares vecinos. Solo sobrevivieron tres de ellos como estados no seculares: el arzobispado de Ratisbona, elevado desde obispado con la incorporación del arzobispado de Maguncia, y las tierras de la Orden de los Caballeros Teutones y la Orden de los Caballeros Hospitalarios. También es de notar que el antiguo Arzobispado de Salzburgo fue secularizado incrementando su territorio y elevado su estatus a ducado-elector, con la capacidad de participar en la elección del siguiente Emperador del Sacro Imperio (cosa que no sucedió porque el Imperio desapareció antes de que pudiera usar esta prerrogativa).
Monasterios y abadías perdieron sus medios de subsistencia al perder los territorios de los que dependían para obtener rentas y sostén económico, y muchos fueron abandonados, sus tesoros artísticos, bibliotecas, edificios, etc., subastados o destruidos, y sus monjes, reagrupados o expulsados.

## Mediatización
Aunque el número de estados alemanes fue disminuyendo significativamente a partir de la guerra de los Treinta Años, al advenimiento de la Era Napoleónica todavía quedaban unos 290 estados soberanos. La derrota de la Primera Coalición tuvo como consecuencia la secularización de los estados eclesiásticos y la anexión a Francia de todas las tierras al oeste del Rin. En 1803, la mayoría de las Ciudades Imperiales Libres también fueron mediatizadas. El 12 de junio de 1806, Napoleón estableció la Confederación del Rin para que, como aliada del Imperio Napoleónico, ayudara a asegurar la frontera oriental de Francia. El 6 de agosto de 1806, el emperador Francisco II declaró abolido el Sacro Imperio Romano Germánico. Para obtener el apoyo de los estados alemanes más poderosos, se anunció que todos los estados que se unieran a la nueva confederación, podrían mediatizar a los estados vecinos.
Después de la batalla de Waterloo y del exilio de Napoleón a isla Santa Elena, las Grandes Potencias convocaron el Congreso de Viena para restablecer las antiguas fronteras de Europa. Se decidió que las monarquías mediatizadas, las ciudades imperiales libres y los estados secularizados no serían restaurados, pero a cambio sus títulos nobiliarios mantendrían sus estatus idénticos al de las monarquías reinantes y, además, podrían recibir compensaciones por sus posesiones perdidas. Sin embargo, muchos de los monarcas mediatizados nunca recibieron la supuesta deuda porque se dejó a la (mala) voluntad de las monarquías reinantes la ejecución del pago, sin que hubiera una autoridad que pudiera imponer el cumplimiento del pacto.
La mediatización transfirió la soberanía de los pequeños estados seculares hacia sus vecinos más grandes y poderosos. Además de numerosos principados, todas menos un puñado de las Ciudades Imperiales Libres también fueron anexionadas por sus vecinos.

## Consecuencias
La Reichsdeputationshauptschluss trajo como consecuencia un cambio trascendental en el mapa político de Alemania. Literalmente, se eliminaron más de 200 estados, sobreviviendo al proceso unos cuarenta estados independientes. Un pequeño número de estos lograron significativas ganancias territoriales (muy notablemente Baden, Baviera y Hesse-Darmstadt), y tres de ellos (Baden, Hesse-Kassel y Wurtemberg) elevaron su estatus al de estados electores, para reemplazar a los tres principados eclesiásticos electores que fueron secularizados. Aunque nunca participaron en una elección imperial (el Sacro Imperio fue abolido antes, en 1806), el título se mantuvo por cuestión de prestigio y preeminencia nobiliaria. De las ciudades libres imperiales, solo Bremen, Hamburgo y Lübeck sobrevivieron a la Mediatización: las dos primeras son en la actualidad estados federados (Länder) de la República Federal de Alemania y la última perdió su estatus de ciudad libre en pleno Nazismo, en 1937.
Con la mediatización fue firmemente establecido el principio por el cual los aliados de Napoleón podían conseguir ganancias territoriales y de estatus, tal y como ocurrió repetidas veces en los siguientes años hasta el fin de la era napoleónica (Congreso de Viena, 1815). Por último, la Reichsdeputationshauptschluss fue también un factor determinante para la disolución del Sacro Imperio Romano Germánico en 1806.